# Short Skin: I dolori del giovane Edo
Short Skin: I dolori del giovane Edo (Idade à Flor da Pele (título em Portugal) ) é um filme de comédia italiano realizado por Duccio Chiarini. O filme foi apresentado no septuagésimo Festival de Veneza na sessão "Biennale College", em 2014. Em fevereiro de 2015 foi projetado no Festival de Berlim na sessão "Generation". O filme foi lançado nos cinemas italianos em 23 de abril de 2015, e em Portugal o filme foi exibido em 16 de julho de 2015.

## Argumento
Edoardo, um pisano de dezassete anos sofre de fimose que impede-o de ter relações sexuais e acaba recorrendo a masturbação. Junto com sua família passa o verão à beira-mar de Toscana, mas Edoardo começa a sofrer as primeiras dores do amor por Bianca, sua vizinha, que está partindo para Paris.
Trancado num mundo assexuado, Edoardo fica aborrecido pelo facto de todos ao seu redor falarem sempre e só de sexo: seu amigo Arturo com sua obsessão de perder a virgindade, os pais de Edoardo que o pressionam a se declarar para Bianca e sua irmã Olivia que está ansiosa para procriar seu cão.

## Elenco
- Matteo Creatini como Edoardo
- Francesca Agostini como Bianca
- Nicola Nocchi como Arturo
- Mariana Raschillà como Elisabetta
- Bianca Ceravolo como Olivia
- Michele Crestacci como Roberto
- Bianca Nappi como Daniela
- Crisula Stafida como Pamela
- Francesco Acquaroli como Dottore
- Lisa Granuzza Di Vita como Lara
- Anna Ferzetti como Anna

## Reconhecimentos
| Ano  | Prémio             | Categoria       | Destinatários e nomeados | Resultado | Ref(s)      |
| ---- | ------------------ | --------------- | ------------------------ | --------- | ----------- |
| 2014 | Festival de Veneza | Menção Especial | Duccio Chiarini          | Venceu    | [ 6 ]       |
| 2015 | Festival de Berlim | Urso de Cristal | Duccio Chiarini          | Indicado  | [ 7 ] [ 8 ] |